# Yan Wengang
Yan Wengang, chiń. 闫文港 (ur. 1 lipca 1997) – chiński skeletonista, brązowy medalista zimowych igrzysk olimpijskich w Pekinie. Jest pierwszym reprezentantem Chin, który zdobył medal na igrzyskach olimpijskich w skeletonie.

## Osiągnięcia

### Igrzyska olimpijskie
| Rok  | Miejsce | Lokata |
| ---- | ------- | ------ |
| 2022 | Pekin   | 3.     |